# Latae sententiae
Latae sententiae is een Latijnse term uit het kerkrecht en betekent zoveel als van rechtswege (latus "verborgen, impliciet").
Een straf of maatregel "latae sententiae" houdt in dat het plegen van een delict of overtreding automatisch een rechtsgevolg met zich meebrengt. 
Het rechtsgevolg behoeft dus niet uitgesproken te worden (in dat geval zou het ferendae sententiae zijn), het kan wel worden geconstateerd, toegepast, geschorst of opgeheven.
Met name in het canoniek recht heeft een reeks van handelingen, waaronder abortus, simonie en het wijden van bisschoppen zonder pauselijke goedkeuring, een excommunicatie latae sententiae ten gevolge.